# Aorangia tumida
Aorangia tumida là một loài nhện trong họ Amphinectidae. Loài này phân bố ở New Zealand.